# KGB (игра)
KGB — игра в жанре «квест», разработанная Cryo Interactive и выпущенная Virgin Interactive в 1992 году, также в 1993 году выпускалась на CD под названием Conspiracy с некоторыми изменениями. Игра повествует об агенте КГБ, Максиме Рукове.

## Игровой процесс
Игра основана на движке Dune.
Игра рассчитана на знание игроком темы КГБ и СССР. В процессе выполнения квеста игроку будут задаваться вопросы, при неправильном или медленном ответе на которые игра завершается.

## Сюжет
Действие происходит летом 1991 года, на заре распада СССР. Агенту КГБ Максиму Рукову, недавно переведенному в отдел П КГБ из ГРУ, предстоит расследовать убийство бывшего агента, ставшего частным сыщиком. По мере расследования главный герой впутывается в нить политических интриг.

## Отзывы
В феврале 1993 года Мэттью Робин в рецензии для Computer Gaming World заявил, что KGB «настолько в духе Джона ле Карре, с множеством скрытых интриг, глубоких уловок и пересекающихся сюжетных линий, что можно было рассчитывать на появление Джорджа Смайли». Рецензент высоко оценил графику игры и её необычную атмосферу, заявив, что это был «захватывающий и атмосферный продукт с бо́льшей глубиной и вниманием к деталям, чем в большинстве графических приключений последнего времени». В апреле 1994 в рецензии на ремейк Conspiracy было отмечено, что хотя идея добавить Дональда Сазерленда была «первоклассной», добавление сцен с ним сделало игру «немного натянутой», заключив: «новизна добавления живого актера в приключенческую игру — это единственный плюс».